# 塞尔斯
塞尔斯（法語：Cers，法語發音：[sɛʁs]）是法国埃罗省的一个市镇，位于该省南部，属于贝济耶区。

## 地理
塞尔斯（43°19'23"N, 3°18'17"E）面积7.85 平方千米，位于法国奧克西塔尼大區埃罗省，该省份为法国南部沿海省份，南濒地中海，西南接奥德省，西北接塔恩省和阿韦龙省，东北与加尔省接壤。
与塞尔斯接壤的市镇（或旧市镇、城区）包括：貝濟耶、蒙布朗、波尔蒂拉涅、贝济耶新城。

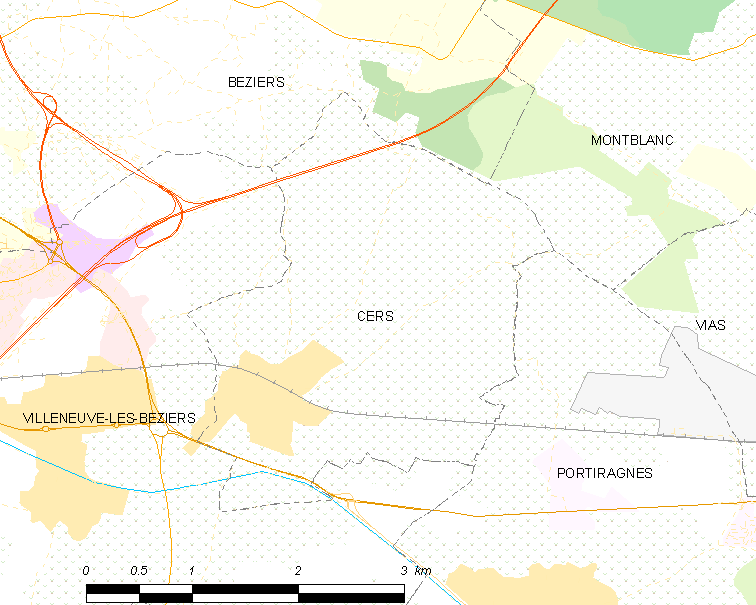
塞尔斯的OSM定位图

塞尔斯的时区为UTC+01:00、UTC+02:00（夏令时）。

## 行政
塞尔斯的邮政编码为34420，INSEE市镇编码为34073。

## 政治
塞尔斯所属的省级选区为贝济耶第三县。

## 人口

1962-2008年间塞尔斯人口变化图示

塞尔斯于2022年1月1日时的人口数量为2523人。